# هنری هیوسکن
هنری هیوسکن (انگلیسی: Henry Heusken؛ ۲۰ ژانویهٔ ۱۸۳۲ – ۱۵ ژانویهٔ ۱۸۶۱) یک مترجم اهل ایالات متحده آمریکا بود.